# Путковиці-Надольні
Путковиці-Надольні (пол. Putkowice Nadolne) — село в Польщі, у гміні Дорогичин Сім'ятицького повіту Підляського воєводства.
Населення — 156 осіб (2011).
У 1975-1998 роках село належало до Білостоцького воєводства.

## Демографія
Демографічна структура станом на 31 березня 2011 року:
|          | Загалом | Допрацездатний вік | Працездатний вік | Постпрацездатний вік |
| -------- | ------- | ------------------ | ---------------- | -------------------- |
| Чоловіки | 71      | 14                 | 43               | 14                   |
| Жінки    | 85      | 24                 | 40               | 21                   |
| Разом    | 156     | 38                 | 83               | 35                   |